# Damalops
Damalops — вимерлий рід Alcelaphinae. Він мешкав у пліоцені та плейстоцені в південній Азії, де вид Damalops palaeindicus відомий із Сіваліків у північній частині Індійського субконтиненту.